# Branding korporacyjny
Branding korporacyjny – planowy i systematyczny proces tworzenia oraz utrzymywania pozytywnego wizerunku organizacji jako całości, poprzez umiejętne zarządzanie zachowaniami, komunikacją i symboliką firmy.
Branding korporacyjny opiera się na tradycji brandingu produktu. Cel jest ten sam – wyróżnienie i zdobycie uznania. Jednak aktywność marketingowa jest tu znacznie bardziej złożona. Prowadzona na poziomie organizacji, a nie pojedynczego produktu, z orientacją na szeroką grupę interesariuszy. O ile działania związane z markami produktowymi skupiają się na ostatecznych nabywcach (konsumentach), o tyle branding korporacyjny zorientowany jest na znacznie bardziej zróżnicowaną grupę odbiorców. Dotyczy on zarówno do zewnętrznych, jak i wewnętrznych interesariuszy (m.in. klienci, pracownicy, partnerzy biznesowi, dostawcy, pośrednicy, instytucje finansowe, udziałowcy, media, społeczeństwo). Specyficzne grupy docelowe wymagają różnych form i środków komunikacji. Branding korporacyjny wykorzystuje nie tylko kontrolowane formy komunikacji marketingowej, ale także wysyła komunikaty poprzez oferowane produkty czy też zachowania organizacji i jej członków. To całościowa, zintegrowana wewnętrzna i zewnętrzna komunikacja korporacyjna, szeroko wykorzystująca nowe media oraz komunikację nieformalną.